# Aeroporto di Gimma
L'aeroporto di Gimma (IATA: JIM, ICAO: HAJM), noto anche come "aeroporto di Aba Segud", è un aeroporto che serve Gimma, una città nella regione di Oromia, in Etiopia. L'aeroporto si trova a 2,5 km a sud-ovest della città.

## Storia
La base aerea di Gimma nel 1938 era in uso della Regia Aeronautica. 
Al 10 giugno 1940 era sede del XLIX Gruppo bombardamento terrestre del Comando settore aeronautico ovest dell'Aeronautica dell'Africa Orientale.

## Strutture
L'aeroporto Aba Segud si trova ad un'altitudine di 1.703 m sopra il livello del mare. Ha una pista con direzione 13/31, con una superficie di asfalto che misura 3300 metri per 50 metri.

## Compagnie aeree e destinazioni
La compagnia aerea Ethiopian Airlines offre un servizio passeggeri programmato per l'aeroporto di Addis Abeba-Bole.